# Jonas Moström

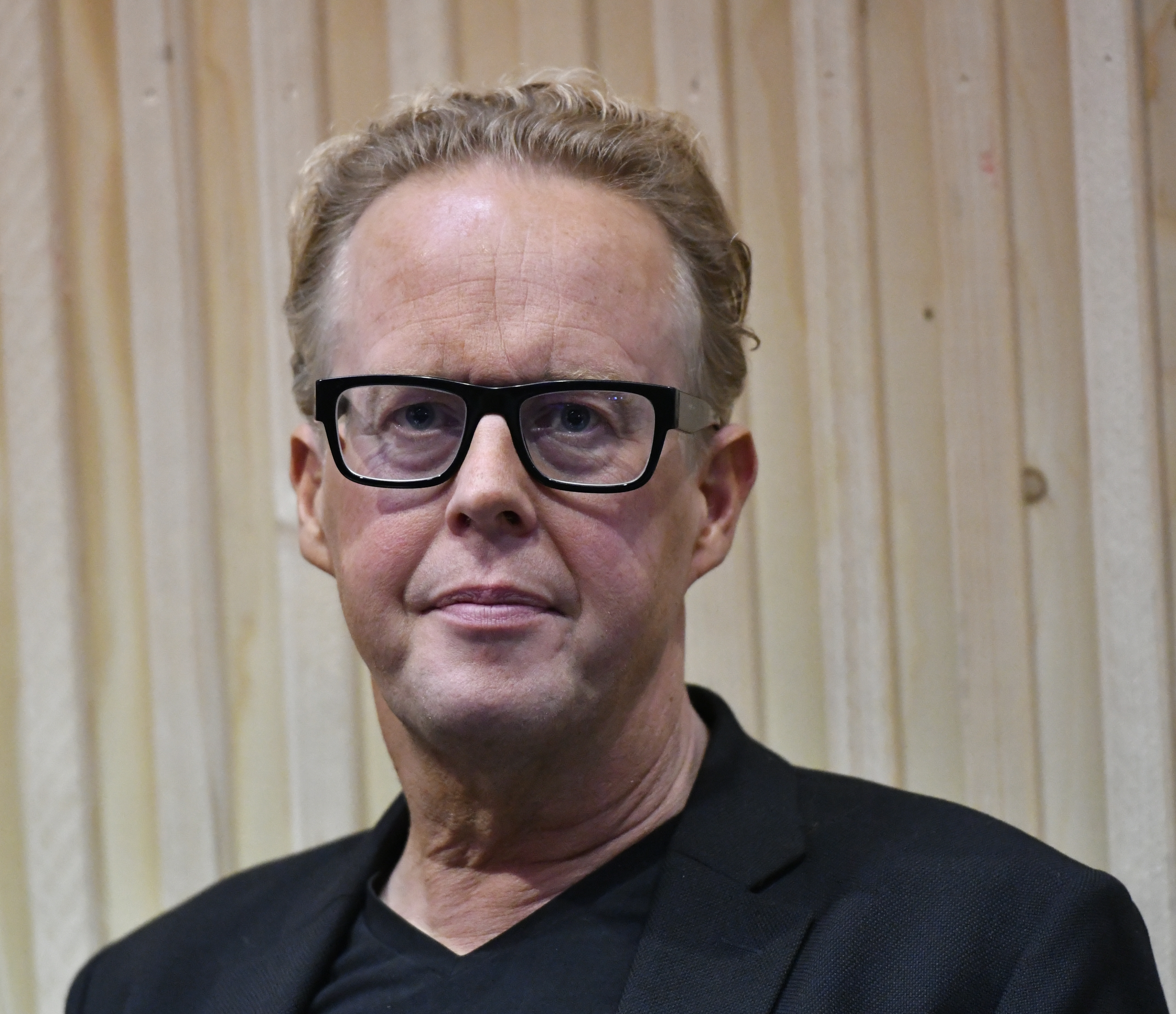
Jonas Moström, 2024

Jonas Moström (* 6. Mai 1973 in Bräcke, Provinz Jämtland) ist ein schwedischer Schriftsteller und Arzt.

## Leben
Moström und sein Bruder wuchsen in Bräcke, einem Ort zwischen Östersund und Sundsvall, auf. Nach einem Medizinstudium an der Universität Uppsala arbeitete er zwei Jahre als Arzt im Praktikum im Krankenhaus Sundsvall. Moström, der im Stockholmer Stadtbezirk Kungsholmen lebt und als Autor arbeitet, ist halbtags als Arzt in einem Pflegezentrum tätig.
Während der Elternzeit 2004 entstand sein erster Roman Herzversagen. Zwei Jahre später gelang ihm mit dem Buch Svart cirkel, von dem über 50.000 Exemplare verkauft wurden, der Durchbruch. Die Handlung seines dritten Werkes Hjärtats mörker spielt wie die zwei vorherigen in Sundsvall. Anschließend erschien mit Mirakelmannen, Evig Eld, Stryparen und Storsjöodjuret eine Kriminalromanreihe über die Polizei Sundsvall mit den Protagonisten Kriminalkommissar Johan Axberg und Mediziner Erik Jensen. 2014 veröffentlichte Moström eine neue Kriminalromanreihe über die Psychiaterin Nathalie Svensson, Schwedens führende Expertin für Psychopathen und Mitglied der Reichskriminalprofilergruppe. Der erste Band der Serie, So tödlich nah, erschien 2014 unter dem schwedischen Originaltitel Himlen är alltid högre.

## Werke
- Herzversagen (Originaltitel: Dödens Pendel, 2004, ISBN 978-3442461134)
- Svart Cirkel (2006)
- Hjärtats mörke (2008)
- Rymd utan stjärnor (2009)
- Mirakelmannen (2010)
- Evig eld (2011)
- Stryparen (2012)
- Storsjöodjuret (2013)
- So tödlich nah (Originaltitel: Himlen är alltid högre, 2014, ISBN 978-3548613284)
- Dominotod (Originaltitel: Dominodöden, 2015, ISBN 978-3548288925)
- Mitternachtsmädchen (Originaltitel: Midnattsflickor, 2016, ISBN 978-3548291239)
- Eisige Dornen (Originaltitel: Trogen intill döden, 2017, ISBN 978-3548291246)
- Skuggorna ruva (2018)
- Skytten (2019)